# 安德烈·科斯托蘭尼
安德烈·巴塞洛繆·科斯托蘭尼（André Bartholomew Kostolany，原名 Endre Kosztolányi，1906年2月9日—1999年9月14日）是出身奧地利和匈牙利、長年活動於德國、法國等地的投機活動從事者和作家。

## 生平
科斯托蘭尼出生於匈牙利布达佩斯的一個改信天主教的猶太家庭。
他的投資生涯自從十幾歲接觸股票後開始，安德烈·科斯托蘭尼就像染上毒癮一樣，從此深深的為投機的刺激和風險所著迷，有將近八十年的時間他都是在與各樣的股票、債券、貨幣、期貨等商品打交道，而且樂此不疲，他也一直以投機者自許。雖然他在35歲就賺得了足以養老的金錢，不過這不代表他的投資都是一帆風順的，相反的還曾經破產過兩次，他本身在自著中也承認本身在一百次投機當中只要有51次成功就算僥倖了，但也因為有了許多經驗使得他擁有敏銳的觀察力和過人的判斷力並不斷累積財富，更使曾在第二次世界大戰中失去所有家當的雙親，在瑞士安享晚年。

## 著書
儘管他早年就賺得大筆財富，但在50歲時還是耐不住無聊，開始著書創作將他所知道的一切分享給讀者，60年代以來，三十年筆耕不輟：《這就是證券市場》（Das ist die Börse.）一書被翻譯成七種語言，包括日文在內，還拍成了電影，從此躋身暢銷作家之列，在他一生當中共寫了13本有關投資、證券、貨幣、財富、證券心理學的書，書中寫了他在股市上的巨大成功也寫了他的巨大失敗，但都是要實實在在的告訴讀者自己所走過的旅程。另外他也在德國經濟雜誌《資本》擁有自己的專欄，供稿長達二十五年，只缺稿兩次。科斯托蘭尼同時也是德國、奧地利多所大學的客座教授，並在歐洲各地咖啡館開設講座，跟學生、有錢人、乞丐、小偷等各式各樣的人大談投資學，告訴他們獨立思考的重要性。

## 語錄
- 在長達八十年的證券交易經驗中，我至少學到一點：投機是種藝術，而不是科學。[3]
- 只要有人類存在，就有投機和投機家，不僅見諸過去，也見諸未來。[4]
- 有錢的人可以投機；錢少的人不可以投機；根本沒錢的人必須投機。[5]
- 我非常贊同愛因斯坦說過的話：「想像力比知識更重要！」[6]
- 證券交易格言：「看重小利的人，不會有大價值。」[7]
- 職業投資者的工作，95%是在浪費時間，他們在閱讀圖表及營業報告，卻忘記思考，但對投資者來說，這才是最重要的。[8]

## 作品列表
- 2000年 -《一個投機者的告白》（Die Kunst über Geld nachzudenken）
- 2000年 -《科斯托蘭尼的證券智慧：給投資者的一百個點子》（Kostolanys Börsenweisheit. 100 Tipps für Geldanleger）
- 2000年 -《科斯托蘭尼奇幻的貨幣和證券世界：了解證券市場》（Kostolanys Wunderland von Geld und Börse. Wissen，was die Börse bewegt）
- 1999年 -《貨幣，最大的冒險：一位證券客的筆記》（Geld，dasgroBe Abenteuer. Aufzeichnungen eines Börsianers）
- 1999年 -《這就是證券市場》（Das ist die Börse. Das Original aus dem Jahre 1961）
- 1998年 -《科斯託蘭尼的最佳投資點子：最賺錢的點子》（Kostolanys beste Tips für Geldanleger. Profitable Ideen für Sparer und Spekulanten）
- 1996年 -《科斯託蘭尼的證券課程：投資者和投機客須知》（Kostolanys Börsenseminar. Für Kapitalanleger und Spekulanten）
- 1995年 -《科斯托蘭尼的未來計畫》（Kostolanys Bilanz der Zukunft）
- 1994年 -《貨幣與證券市場：創造財富的藝術》（Geld und Börse. Die Kunst，ein Vermögen zu machen）
- 1993年 -《科斯托蘭尼最佳的賺錢故事》（Kostolanys beste Geldgeschichten. Profitable Ideen für Geldanleger und Spekulanten）
- 1991年 -《科斯托蘭尼的證券心理學：在咖啡屋上課》（Kostolanys Börsenpsychologie. Vorlesungen am Kaffeehaustisch）
- 1987年 -《美元在幹甚麼？貨幣投機的述宮》（...und was macht der Dollar? Im lrrgarten der Wahrungsspekulationen）

## 外部連結
- 博客來 - 遇見作者：安德烈·科斯托蘭尼／簡介